# Jack Cloud
Jack Martin Cloud (1 de janeiro de 1925 - 19 de junho de 2010) foi um jogador de futebol americano.